# Бальбоа (Каука)
Бальбоа (исп. Balboa) — город и муниципалитет на юго-западе Колумбии, на территории департамента Каука. Входит в состав Южной провинции.

## История
Поселение, из которого позднее вырос город, было основано в 1912 году. Муниципалитет Бальбоа был выделен в отдельную административную единицу в 1967 году.

## Географическое положение

Муниципалитет Бальбоа

Город расположен в западной части департамента, в горной местности Западной Кордильеры, на расстоянии приблизительно 78 километров к юго-западу от города Попаян, административного центра департамента. Абсолютная высота — 2142 метра над уровнем моря.
Муниципалитет Бальбоа граничит на севере с территорией муниципалитета Архелия, на востоке и юго-востоке— с муниципалитетом Патия, на юге — с муниципалитетом Меркадерес, на западе и юго-западе — с территорией департамента Нариньо. Площадь муниципалитета составляет 402,8 км².

## Население
По данным Национального административного департамента статистики Колумбии, совокупная численность населения города и муниципалитета в 2015 году составляла 25 589 человек.
Динамика численности населения муниципалитета по годам:
| 2005   | 2006   | 2007   | 2008   | 2009   | 2010   | 2011   | 2012   | 2013   | 2014   | 2015   |
| ------ | ------ | ------ | ------ | ------ | ------ | ------ | ------ | ------ | ------ | ------ |
| 23 602 | 23 794 | 23 985 | 24 158 | 24 351 | 24 533 | 24 755 | 24 967 | 25 174 | 25 381 | 25 589 |

Согласно данным переписи 2005 года мужчины составляли 51,5 % от населения Бальбоа, женщины — соответственно 48,5 %. В расовом отношении белые и метисы составляли 85,4 % от населения города; негры, мулаты и райсальцы— 14,4 %; индейцы — 0,2 %.
Уровень грамотности среди всего населения составлял 81,8 %.

## Экономика
Основу экономики Бальбоа составляет сельское хозяйство.
70,3 % от общего числа городских и муниципальных предприятий составляют предприятия торговой сферы, 20,4 % — предприятия сферы обслуживания, 9,1 % — промышленные предприятия, 0,2 % — предприятия иных отраслей экономики.